# Trinchero
Trinchero o trinchante (de "trincheo"), es un mueble de cocina o comedor cuyo origen fue su uso para trinchar sobre él los alimentos. Suele ser alargado y presentarse junto a la pared, en el espacio del comedor o de la cocina. Por extensión, también se llama plato trinchero al recipiente sobre el que se cortan los alimentos.

## Evolución tipológica
Desde el primitivo obrador que en las cocinas renacentistas mejor surtidas podía hacer las veces de mesa para trinchar alimentos, hasta el mueble "trinchero" específico en el siglo XIX, es obvio reconocer la posibilidad de innumerables alternativas en el campo del mobiliario culinario. La limitación del espacio dedicado a las cocinas en los hogares contemporáneo ha llevado a la integración del mueble trinchero en el diseño del conjunto de las encimeras que pueden servir para los mismos propósitos que antaño tuvo la mesa de cocinar.

Modelos de trinchero
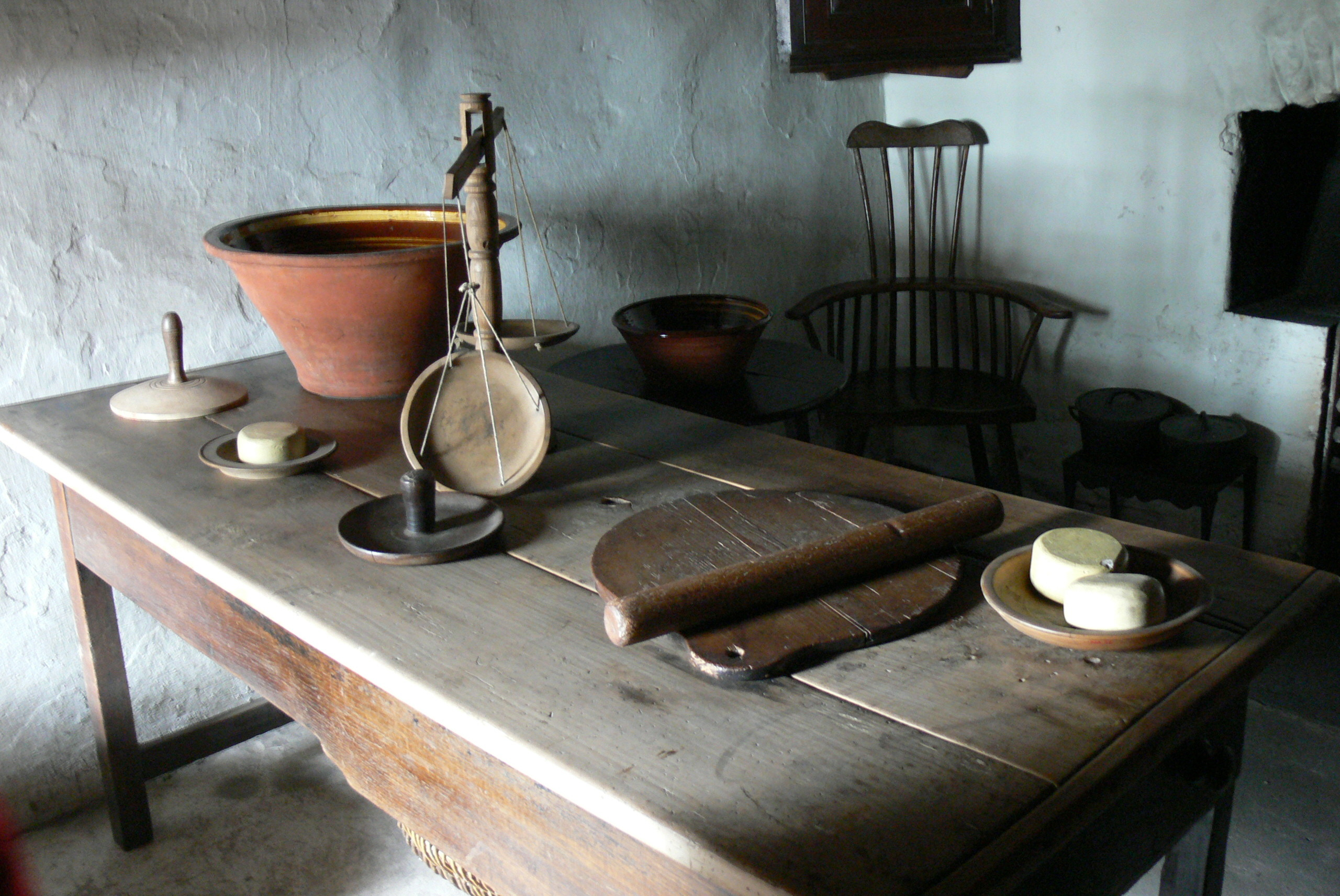
Modelo rústico (1610) en una granja del Saint Fagan National History Museum (Cardiff, Gran Bretaña).
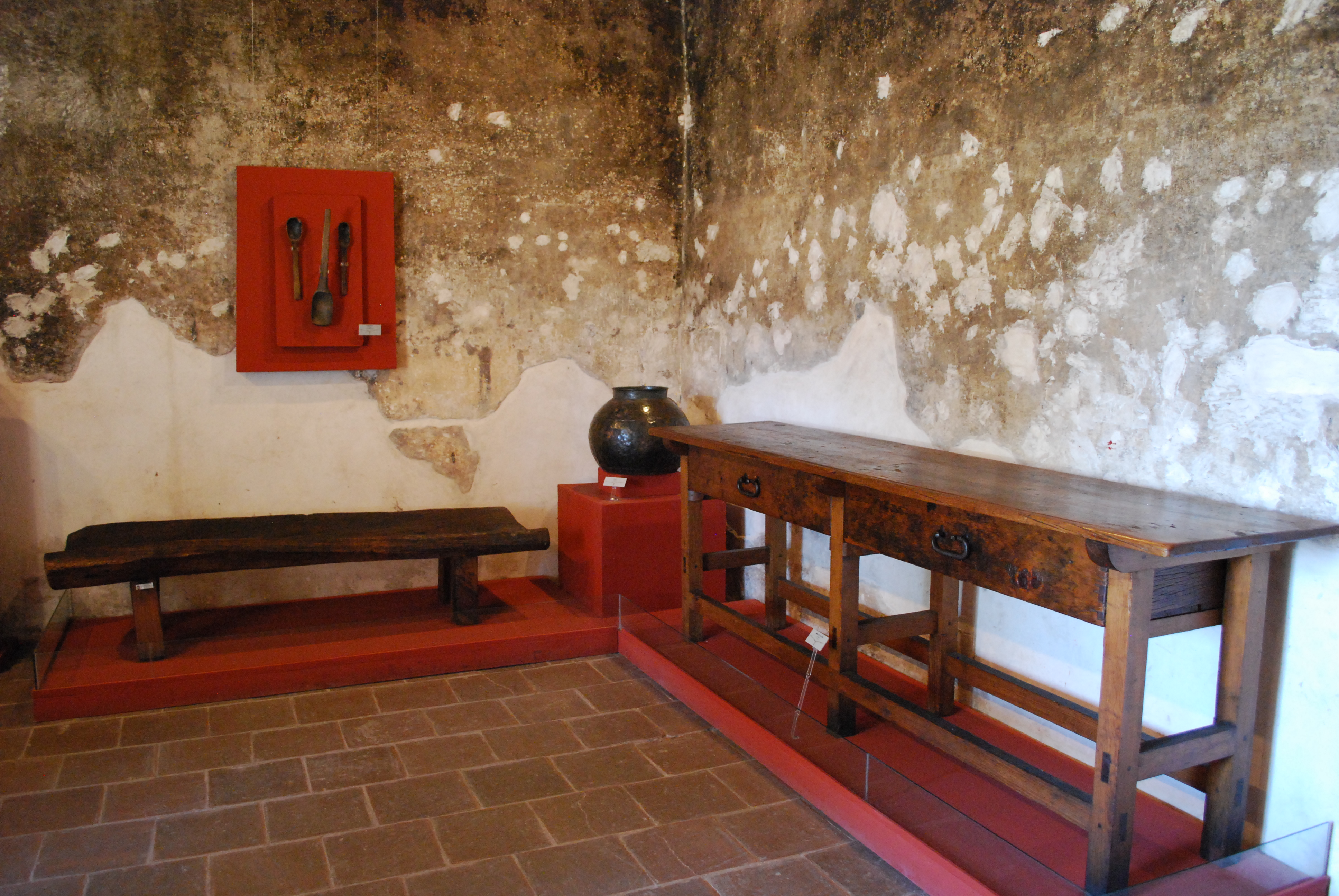
Amplio trinchero en el monasterio de Zinacantepec (México).
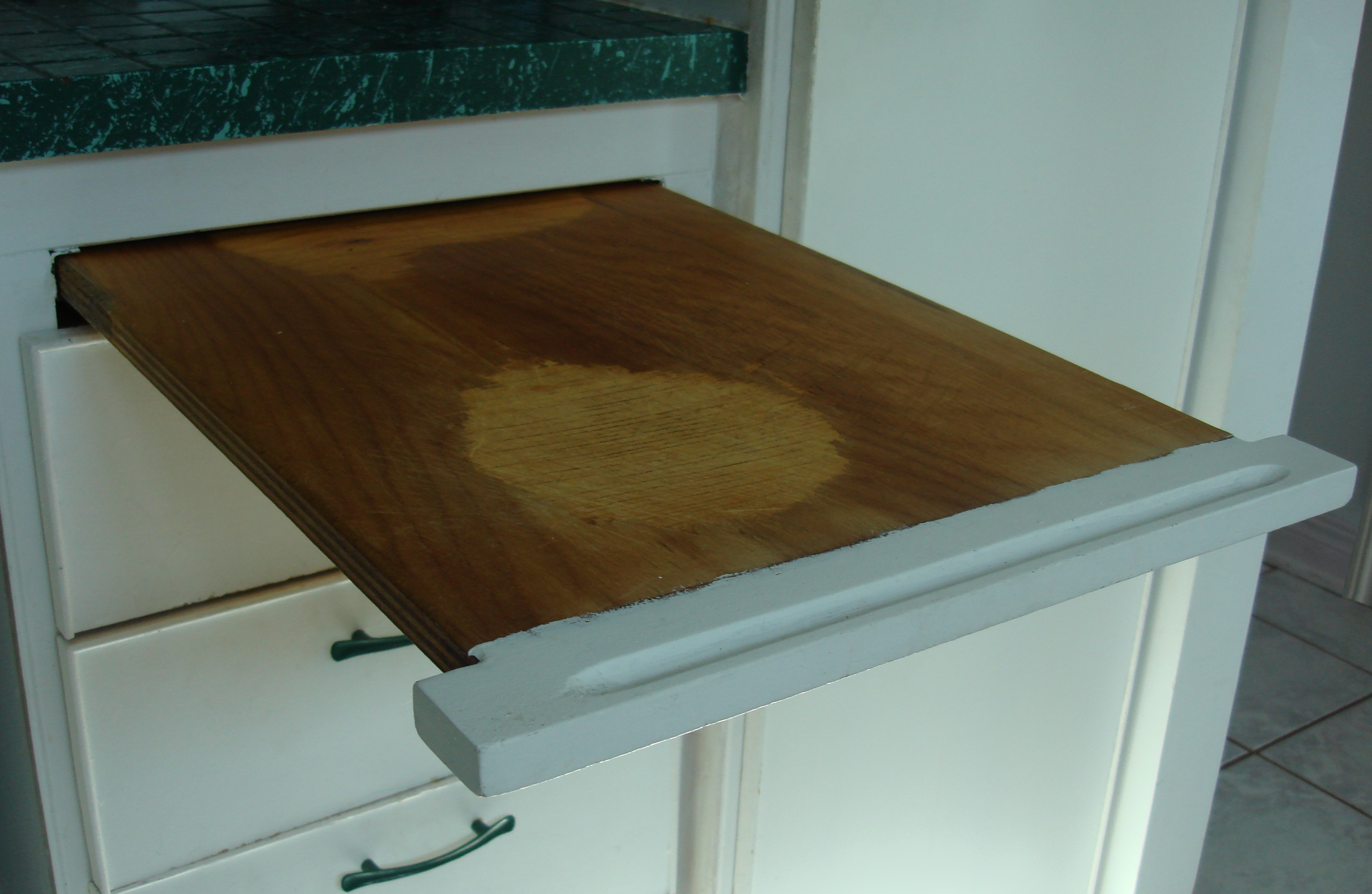
Opción de trinchero funcional en esta tabla incorporada como bandeja extraíble en un armario de cocina.

## Un trinchero de Gulliver
Swift, en el capítulo tercero de los divertidos Viajes de Gulliver (1726), donde "el autor divierte al emperador y a su nobleza de ambos sexos de modo muy extraordinario", comenta, entre otras acrobáticas habilidades las que en el país de Liliput pueden realizarse sobre "un plato trinchero":

"Un día quiso el rey obsequiarme con algunos espectáculos del país, en los cuales, por la destreza y magnificencia, aventajan a todas las naciones que conozco. Ninguno me divirtió tanto como el de los volatineros, ejecutado sobre un finísimo hilo blanco tendido en una longitud aproximada de dos pies y a doce pulgadas del suelo. Y acerca de él quiero, contando con la paciencia del lector, extenderme un poco.
 Esta diversión es solamente practicada por aquellas personas que son candidatos a altos empleos y al gran favor de la corte. Se les adiestra en este arte desde su juventud y no siempre son de noble cuna y educación elevada. Cuando hay vacante un alto puesto, bien sea por fallecimiento o por ignominia -lo cual acontece a menudo-, cinco o seis de estos candidatos solicitan del emperador permiso para divertir a Su Majestad y a la corte con un baile de cuerda, y aquel que salta hasta mayor altura sin caerse se lleva el empleo. Muy frecuentemente se manda a los ministros principales que muestren su habilidad y convenzan al emperador de que no han perdido sus facultades. Flimnap, el tesorero, es fama que hace una cabriola en la cuerda tirante por lo menos una pulgada más alta que cualquier señor del imperio. Yo le he visto dar el salto mortal varias veces seguidas sobre un plato trinchero, sujeto a la cuerda, no más gorda que un bramante usual de Inglaterra."
 Jonathan Swift  Los viajes de Gulliver (capítulo III)